# 布瓦约-圣热罗姆
布瓦约-圣热罗姆（法語：Boyeux-Saint-Jérôme，法語發音：[bwajø sɛ̃ ʒeʁom] ⓘ）是法国安省的一个市镇，位于该省中部偏东，属于楠蒂阿区。该市镇由布瓦约（Boyeux）和圣热罗姆（Saint-Jérôme）等村庄组成。

## 地理
布瓦约-圣热罗姆（46°1'48"N, 5°27'24"E）面积16.94 平方千米，位于法国奥弗涅-罗讷-阿尔卑斯大区安省，该省份为法国东部省份，北起汝拉省，西北接索恩-卢瓦尔省，西接罗讷省和里昂大都会，南至伊泽尔省，东与萨瓦省、上萨瓦省和瑞士接壤。
与布瓦约-圣热罗姆接壤的市镇（或旧市镇、城区）包括：拉贝热芒德瓦雷、塞尔东、科尔利耶、瑞瑞里约、梅里尼亚、尼沃莱蒙格里丰。

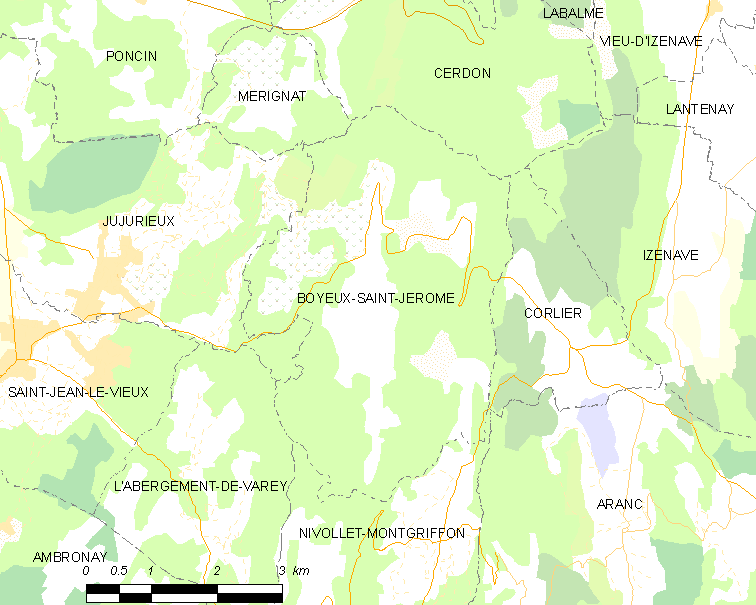
布瓦约-圣热罗姆的OSM定位图

布瓦约-圣热罗姆的时区为UTC+01:00、UTC+02:00（夏令时）。

## 行政
布瓦约-圣热罗姆的邮政编码为01640，INSEE市镇编码为01056。

## 政治
布瓦约-圣热罗姆所属的省级选区为蓬丹县。

## 人口

1962-2008年间布瓦约-圣热罗姆人口变化图示

布瓦约-圣热罗姆于2022年1月1日时的人口数量为362人。